# Ephoron eophilum
Ephoron eophilum is een haft uit de familie Polymitarcyidae. De wetenschappelijke naam van de soort is voor het eerst geldig gepubliceerd in 1996 door Ishiwata.
De soort komt voor in het Palearctisch gebied.